# Chiesa di Sant'Antonio Abate (Fidenza)
La chiesa di Sant'Antonio Abate è un luogo di culto cattolico dalle forme gotiche, situato in via Abate Zani, a lato della via Emilia, all'esterno del centro storico di Fidenza, in provincia di Parma e diocesi di Fidenza; è sede di una parrocchia compresa nel vicariato di Fidenza.

## Storia
La chiesetta fu innalzata dai frati antoniani fra la fine del XII e l'inizio del XIII secolo, unitamente ad un piccolo convento e ad un ospedale per i pellegrini; accanto alla precettoria adiacente, destinata a xenodochio, fu innalzato un piccolo santuario probabilmente nella seconda metà del secolo, anche se alcune fonti lo ritengono risalente al 1362.
Nel 1553 la struttura fu assegnata in commenda al cardinale Giovanni Gerolamo Morone ed alla fine del secolo la gestione del luogo di culto e dell'ospedale passò ai frati del Terzo ordine di san Francesco, prima del ritorno degli agostiniani.
In seguito alla soppressione dell'ordine religioso, avvenuta nel 1777, la chiesa divenne un oratorio sussidiario della parrocchia dei Santi Faustino e Giovita, con sede nel santuario della Madonna delle Grazie, innalzato agli inizi del XVII secolo nelle vicinanze; il piccolo convento fu chiuso e la precettoria divenne sede di un'osteria, intitolata a Sant'Antonio.
Nel 1812 il governo napoleonico decretò la rettificazione della via Emilia; per tale motivo il santuario della Madonna delle Grazie fu abbattuto e la chiesa di Sant'Antonio Abate divenne sede parrocchiale; tuttavia ciò non la risparmiò dalla demolizione del portico a nord verso la via Emilia e dalla perdita delle decorazioni ad affresco sullo stesso lato; a causa delle modeste dimensioni, il luogo di culto fu inoltre privato della facciata per consentire il prolungamento della navata fino al piccolo santuario, oggi inglobato nel tempio.
Durante la seconda guerra mondiale l'edificio fu profondamente danneggiato dai bombardamenti alleati del 1944, che ne causarono la chiusura. Nel 1969 la sezione di Fidenza dell'associazione Italia Nostra ne avviò un completo restauro, che ne consentì la riapertura.
Nel 2004 il vescovo Maurizio Galli concesse l'uso della chiesa agli ortodossi appartenenti alla metropolia di Chișinău e di tutta la Moldavia, dipendente dal patriarcato di Mosca.

## Descrizione

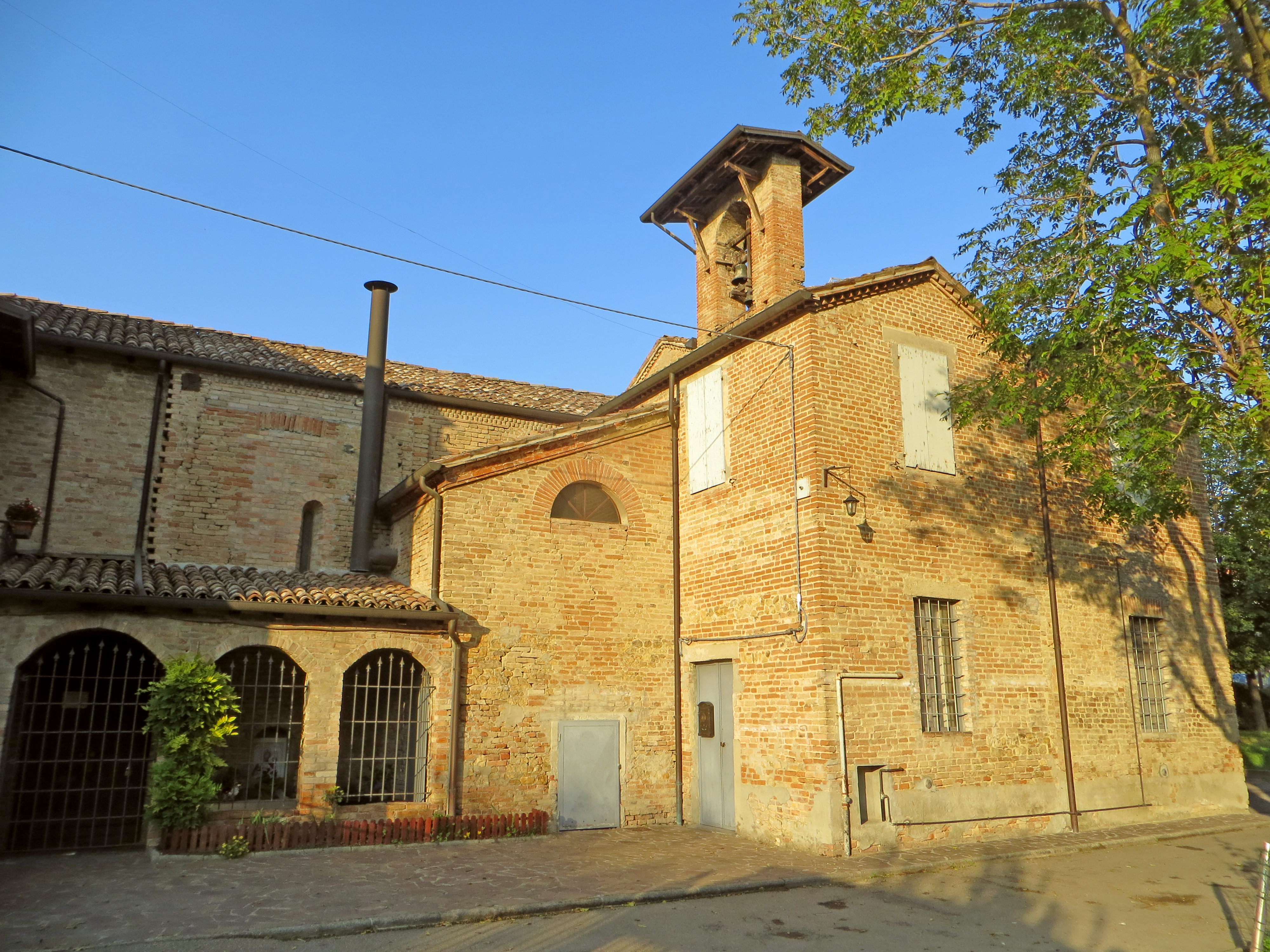
Lato sud

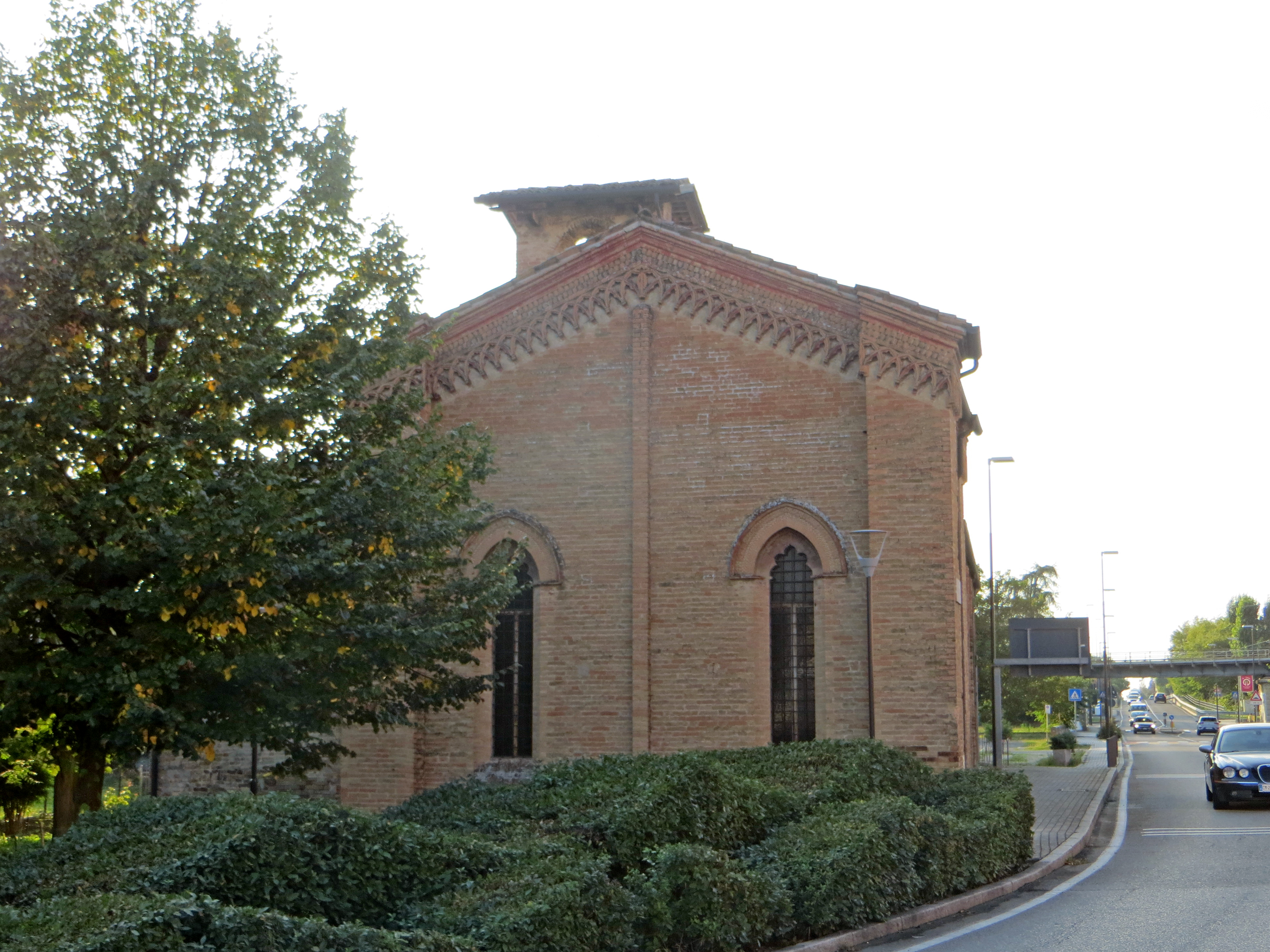
Prospetto posteriore

La chiesa, priva di facciata, si sviluppa su una navata unica con presbiterio ad est e ingresso sul lato sud attraverso un piccolo portico; sul margine occidentale sorge in continuità l'antica precettoria.
Il prospetto posteriore del presbiterio, interamente rivestito in laterizio come il resto dell'edificio medievale, è suddiviso in due parti da una stretta lesena centrale; ai suoi lati si aprono simmetricamente due grandi monofore chiuse superiormente da archi ogivali con cornici decorate a motivi geometrici, arricchite internamente da eleganti archi lobati in cotto; alle estremità due massicce paraste aggettano dagli spigoli. In sommità, lungo la copertura a capanna si sviluppa un pregevole motivo ad archetti incrociati con bordo dentellato, che prosegue con continuità anche sugli angoli e sulle fronti laterali.

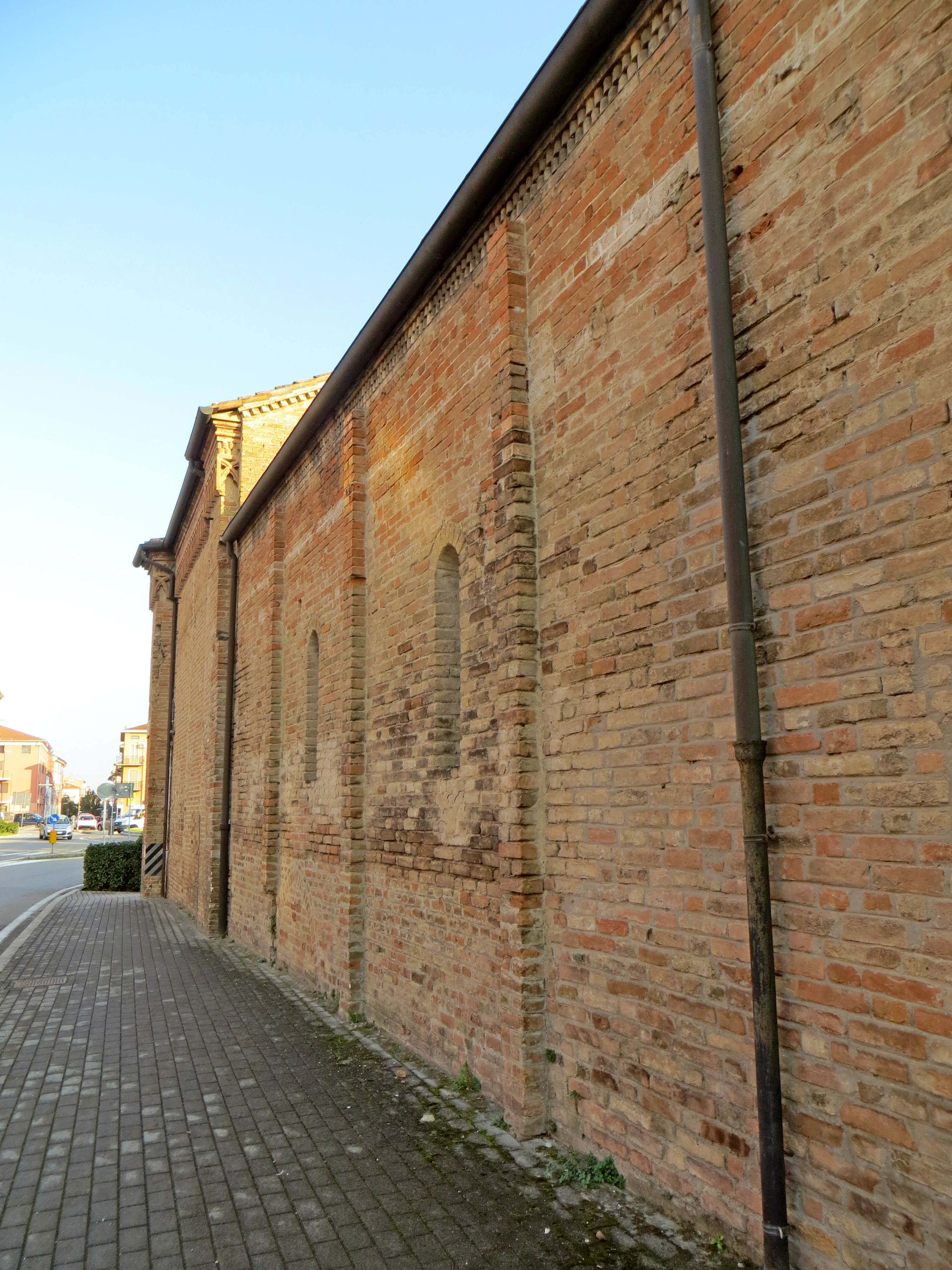
Lato nord

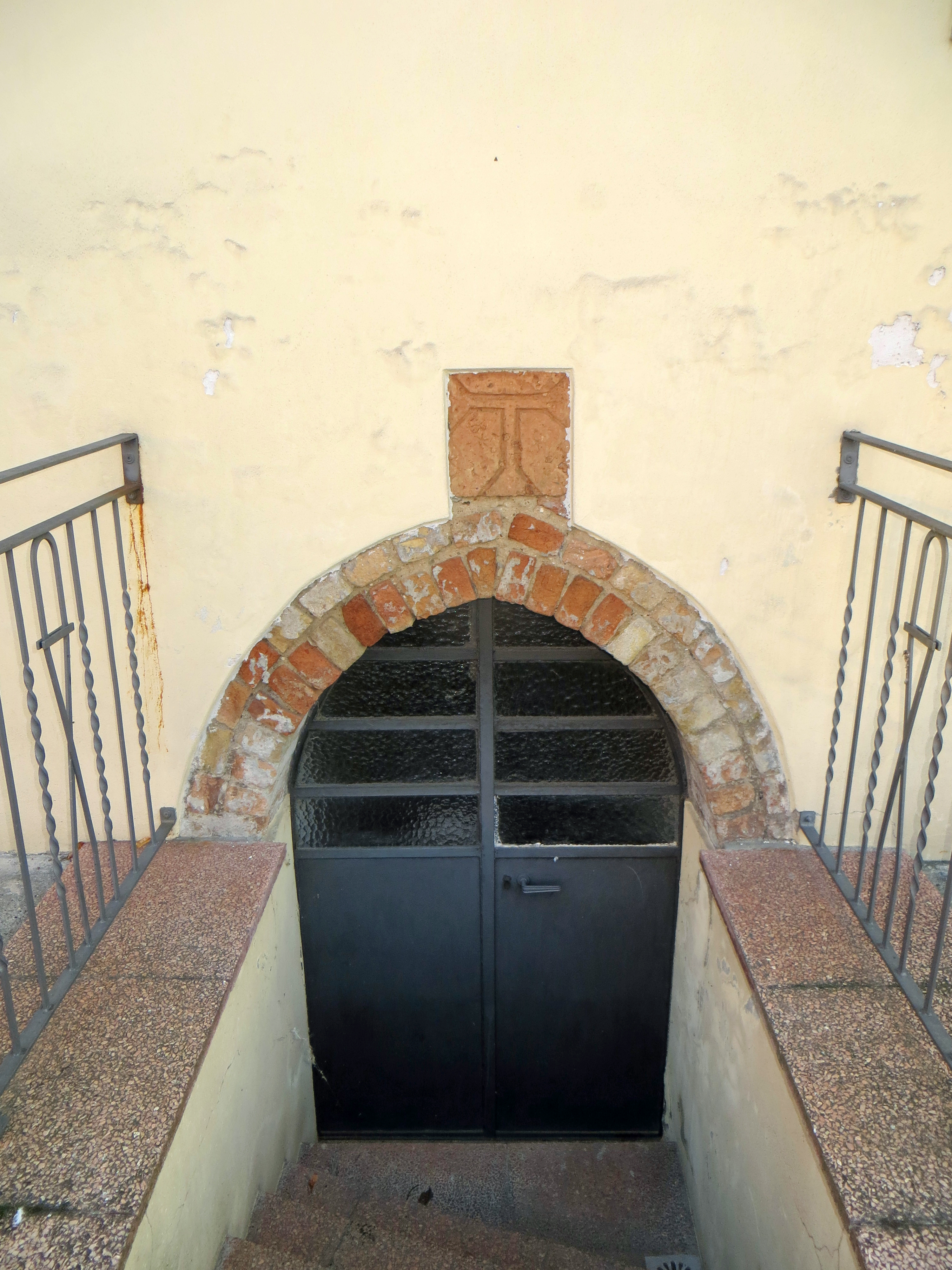
Antico portale d'ingresso a nord

Il fianco settentrionale sulla via Emilia, molto più basso a causa del notevole innalzamento della sede stradale, si distingue a colpo d'occhio in due parti corrispondenti alle diverse funzioni degli spazi interni; il presbiterio, più alto, è ornato superiormente con l'elaborata decorazione ad archetti intrecciati. La navata, molto più lunga, evidenzia a sua volta le diverse epoche costruttive della chiesa; la zona più antica è scandita da una serie di lesene e ornata in sommità con un motivo in mattoni a denti di sega; vi si aprono due strette monofore con profonde strombature e inferiormente si scorgono le tracce dei buchi su cui originariamente si appoggiavano i travetti del portico, perduto assieme agli antichi affreschi. La porzione ottocentesca, molto più corta, è invece priva di decorazioni e caratterizzata da un'ampia nicchia rettangolare chiusa da inferriata, che nasconde le tracce di un'antica apertura oggi chiusa, appartenente al piccolo santuario. Ancora più ad ovest si innalza la precettoria, oggi adibita a residenza privata; la struttura intonacata, ormai stravolta rispetto alle origini, conserva infossata l'antica porta d'ingresso, chiusa superiormente da un arco ogivale in mattoni, sormontato al centro da una formella in cotto col simbolo del Tau, stemma degli agostiniani.
Il fianco orientale è affiancato da una costruzione in laterizio, adibita a sagrestia, posta alla base del piccolo campanile a vela; l'ingresso della chiesa è posto all'interno di un piccolo portico a tre arcate, innalzato in aggetto al prospetto.
All'interno la navata in mattoni è coperta da un soffitto ligneo a capriate, che caratterizza la porzione originaria della struttura; sul fondo si conserva ancora una mensola in cotto appartenente all'antico santuario, mentre degli affreschi medievali rimangono solo alcune tracce, risalenti al 1358. Un ampio arco ogivale dà accesso al presbiterio rettangolare, coperto da una volta a costoloni.